# Моніка Селеш
Мо́ніка Се́леш (серб. Monika Seleš, англ. Monica Seles, угор. Szeles Mónika; * 2 грудня 1973, Новий Сад, Югославія) — югославська та американська професійна тенісистка, що виступала за обидві ці країни; колишня перша ракетка світу.

## Життєпис
Народилася у родині Естер та Кароя Селеш, етнічних угорців.
Першим її наставником у тенісі став старший брат. Але незабаром батько зрозумів, що той занадто ліберальничає із сестрою, — і взяв керування справою у свої руки. Досить убогий сімейний бюджет не дозволяв найняти для дівчинки професійного тренера. Три роки батько навчав Моніку таємницям гри за допомогою журналу «Світовий теніс».
Перший свій турнір Моніка виграла в 10-літньому віці у Венесуелі. Через рік з талановитою дитиною був укладений контракт. Щомісяця вони з батьком одержували 700 німецьких марок від фірми «Advantage International». Через півтора року на турнірі в Орландо до Карою підійшов найвідоміший фахівець у світі тенісу Нік Болетьєрі, він запропонував забрати Моніку на виховання у свою знамениту на увесь світ академію.
Крім тенісного мистецтва, Селеш у досконалості вивчила в академії англійську мову. Результати навчання в «Академії Ніка Боллетьері» не змусили себе довго чекати. Восени 1988 року Моніка перемогла на своєму першому професійному турнірі. У червні 1990 року їй скорився турнір із серії Великого шолома — Ролан Гаррос. А взагалі на її рахунку 9 перемог на турнірах такого рівня, причому останній успіх — на «Australian Open—96» прийшов до неї, коли вона повернулася в теніс після жахливого ножового поранення — у 1993 році під час перерви між геймами у фінальному матчі на турнірі в Гамбургу несамовитий уболівальник Граф підбіг до Моніки й ударив її в спину ножем. Окрім фізичної травми спортсменка зазнала сильного психологічного шоку.
2000 р. брала участь в Олімпіаді у Сіднеї під прапором США, де завоювала бронзову медаль.
Селеш не брала участь у турнірах з 2003 року через травму. 14 лютого 2008 р. вона оголосила завершення кар'єри.
У даний час Моніка Селеш мешкає в США, у місті Сарасота (штат Флорида). Крім тенісу вона захоплюється модою, щоправда, на відміну від Штеффі Граф, не займається розробкою власних ліній одягу. Селеш серед тенісних дів завжди була відома найбільшою модницею. Також всім відома своїми добрими кулінарними здібностями. З інших видів спорту захоплюється близьким для її родини баскетболом, а також плаванням. Розмовляє англійською, сербською та угорською мовами. З 2007 року має також друге - угорське громадянство.

## Тенісний стиль
Моніку Селеш відзначали дворучні удари, як справа, так і зліва. Така техніка дозволяє отримувати сильніші удари, але заважає діставати далекі м'ячі. Останній недолік Моніка компенсувала швидкими пересуваннями на корті. Селеш вважають першим представником силового тенісу серед жінок. Вона також відома своїми гучними стогонами під час ударів.

## Успіхи на турнірах Великого шолому
| Турнір                        | 1989 | 1990 | 1991 | 1992 | 1993 | 1994 | 1995 | 1996 | 1997 | 1998 | 1999 | 2000 | 2001 | 2002 | 2003 | Перемога |
| Відкритий чемпіонат Австралії | -    | -    | П    | П    | П    | -    | -    | П    | -    | -    | ½    | -    | ¼    | ½    | 2.   | 43-4     |
| Відкритий чемпіонат Франції   | ½    | П    | П    | П    | -    | -    | -    | ¼    | ½    | Ф    | ½    | ¼    | -    | ¼    | 1.   | 54-8     |
| Вімблдонський турнір          | 4.   | ¼    | -    | Ф    | -    | -    | -    | 2.   | 3.   | ¼    | 3.   | ¼    | -    | ¼    | -    | 30-9     |
| Відкритий чемпіонат США       | 4.   | 3.   | П    | П    | -    | -    | Ф    | Ф    | ¼    | ¼    | ¼    | ¼    | 4.   | ¼    | -    | 53-10    |

### Перемоги (9)
| Рік  | турнір                        | Опонент по фіналу     | Рахунок        |
| ---- | ----------------------------- | --------------------- | -------------- |
| 1990 | Відкритий чемпіонат Франції   | Штеффі Граф           | 7-6(6), 6-4    |
| 1991 | Відкритий чемпіонат Австралії | Яна Новотна           | 5-7, 6-3, 6-1  |
| 1991 | Відкритий чемпіонат Франції   | Аранча Санчес Вікаріо | 6-3, 6-4       |
| 1991 | Відкритий чемпіонат США       | Мартіна Навратілова   | 7-6, 6-1       |
| 1992 | Відкритий чемпіонат Австралії | Мері Джо Фернандес    | 6-2, 6-3       |
| 1992 | Відкритий чемпіонат Франції   | Штеффі Граф           | 6-2, 3-6, 10-8 |
| 1992 | Відкритий чемпіонат США       | Аранча Санчес Вікаріо | 6-3, 6-3       |
| 1993 | Відкритий чемпіонат Австралії | Штеффі Граф           | 4-6, 6-3, 6-2  |
| 1996 | Відкритий чемпіонат Австралії | Анке Губер            | 6-4, 6-1       |

### Поразки у фіналах (4)
| Рік  | турнір                      | Опонент по фіналу     | Рахунок          |
| ---- | --------------------------- | --------------------- | ---------------- |
| 1992 | Вімблдонський турнір        | Штеффі Граф           | 6-2, 6-1         |
| 1995 | Відкритий чемпіонат США     | Штеффі Граф           | 7-6(6), 0-6, 6-3 |
| 1996 | Відкритий чемпіонат США     | Штеффі Граф           | 7-5, 6-4         |
| 1998 | Відкритий чемпіонат Франції | Аранча Санчес Вікаріо | 7-6(5), 0-6, 6-2 |

## Фінали турнірів WTA

### Одиночний розряд: 85 (53 титули, 32 поразки)
| Легенда                                                                      |
| ---------------------------------------------------------------------------- |
| Турніри Великого шлему (9–4)                                                 |
| Фінал WTA (3–1)                                                              |
| Турніри WTA 1000 (Категорія 4 / Турніри WTA Tier I) (10–11)                  |
| Турніри WTA 500 (Турніри WTA Tier II) (21–13)                                |
| Турніри WTA 250 (Турніри WTA Tier III, Турніри 4-ї категорії WTA & V) (10–3) |

| Покриття       |
| -------------- |
| Тверде (28–16) |
| Ґрунт (14–6)   |
| Трава (1–1)    |
| Килим (10–9)   |

| Результат | В-П   | Дата     | Турнір                                            | Категорія   | Покриття      | Опонент                    | Рахунок                 |
| --------- | ----- | -------- | ------------------------------------------------- | ----------- | ------------- | -------------------------- | ----------------------- |
| Перемога  | 1–0   | Кві 1989 | Virginia Slims of Houston, США                    | Категорія 4 | Ґрунт         | Кріс Еверт                 | 3–6, 6–1, 6–4           |
| Поразка   | 1–1   | Вер 1989 | Virginia Slims of Dallas, США                     | Категорія 4 | Килим (i)     | Мартіна Навратілова        | 6–7(2–7), 3–6           |
| Поразка   | 1–2   | Жов 1989 | Brighton International, Велика Британія           | Категорія 4 | Килим (i)     | Штеффі Граф                | 5–7, 4–6                |
| Перемога  | 2–2   | Бер 1990 | Відкритий чемпіонат Маямі з тенісу, США           | Tier I      | Тверде        | Юдіт Візнер                | 6–1, 6–2                |
| Перемога  | 3–2   | Кві 1990 | Connecticut Open, США                             | Tier III    | Тверде        | Мануела Малеєва            | 6–4, 6–3                |
| Перемога  | 4–2   | Кві 1990 | Eckerd Open, США                                  | Tier III    | Ґрунт         | Катарина Малеєва           | 6–1, 6–0                |
| Перемога  | 5–2   | Тра 1990 | Мастерс Рим, Італія                               | Tier I      | Ґрунт         | Мартіна Навратілова (2)    | 6–1, 6–1                |
| Перемога  | 6–2   | Тра 1990 | German Open, Німеччина                            | Tier I      | Ґрунт         | Штеффі Граф (2)            | 6–4, 6–3                |
| Перемога  | 7–2   | Чер 1990 | Відкритий чемпіонат Франції з тенісу, Франція     | Grand Slam  | Ґрунт         | Штеффі Граф (3)            | 7–6(8–6), 6–4           |
| Перемога  | 8–2   | Сер 1990 | LA Women's Tennis Championships, США              | Tier II     | Тверде        | Мартіна Навратілова (3)    | 6–4, 3–6, 7–6(8–6)      |
| Перемога  | 9–2   | Лис 1990 | Silicon Valley Classic, США                       | Tier II     | Килим (i)     | Мартіна Навратілова (4)    | 6–3, 7–6(7–5)           |
| Перемога  | 10–2  | Лис 1990 | Фінал WTA, США                                    | Фінали      | Килим (i)     | Габріела Сабатіні          | 6–4, 5–7, 3–6, 6–4, 6–2 |
| Перемога  | 11–2  | Січ 1991 | Відкритий чемпіонат Австралії з тенісу, Австралія | Grand Slam  | Тверде        | Яна Новотна                | 5–7, 6–3, 6–1           |
| Поразка   | 11–3  | Лют 1991 | Indian Wells Open, США                            | Tier II     | Тверде        | Мартіна Навратілова (5)    | 2–6, 6–7(2–7)           |
| Перемога  | 12–3  | Бер 1991 | Miami Open, США (2)                               | Tier I      | Тверде        | Габріела Сабатіні (2)      | 6–3, 7–5                |
| Поразка   | 12–4  | Бер 1991 | Connecticut Open, США                             | Tier III    | Тверде        | Штеффі Граф (4)            | 4–6, 3–6                |
| Перемога  | 13–4  | Кві 1991 | Virginia Slims of Houston, США (2)                | Tier II     | Ґрунт         | Мері Джо Фернандес         | 6–4, 6–3                |
| Поразка   | 13–5  | Кві 1991 | Hamburg European Open, Німеччина                  | Tier II     | Ґрунт         | Штеффі Граф (5)            | 5–7, 7–6(7–4), 3–6      |
| Поразка   | 13–6  | Тра 1991 | Italian Open, Італія                              | Tier I      | Ґрунт         | Габріела Сабатіні (3)      | 3–6, 2–6                |
| Перемога  | 14–6  | Чер 1991 | French Open, Франція (2)                          | Grand Slam  | Ґрунт         | Аранча Санчес Вікаріо      | 6–3, 6–4                |
| Поразка   | 14–7  | Лип 1991 | San Diego Open, США                               | Tier III    | Тверде        | Дженніфер Капріаті         | 6–4, 1–6, 6–7(2–7)      |
| Перемога  | 15–7  | Сер 1991 | LA Championships, США (2)                         | Tier II     | Тверде        | Дате Кіміко                | 6–3, 6–1                |
| Перемога  | 16–7  | Вер 1991 | Відкритий чемпіонат США з тенісу, США             | Grand Slam  | Тверде        | Мартіна Навратілова (6)    | 7–6(7–1), 6–1           |
| Перемога  | 17–7  | Вер 1991 | Nichirei International Championships, Японія      | Tier II     | Тверде        | Мері Джо Фернандес (2)     | 6–1, 6–1                |
| Перемога  | 18–7  | Жов 1991 | Milan Indoor, Італія                              | Tier III    | Килим (i)     | Мартіна Навратілова (7)    | 6–3, 3–6, 6–4           |
| Поразка   | 18–8  | Лис 1991 | Silicon Valley Classic, США                       | Tier II     | Килим (i)     | Мартіна Навратілова (8)    | 3–6, 6–3, 3–6           |
| Перемога  | 19–8  | Лис 1991 | Philadelphia Championships, США                   | Tier II     | Килим (i)     | Дженніфер Капріаті (2)     | 7–5, 6–1                |
| Перемога  | 20–8  | Лис 1991 | WTA Фінали, США (2)                               | Фінали      | Килим (i)     | Мартіна Навратілова (9)    | 6–4, 3–6, 7–5, 6–0      |
| Перемога  | 21–8  | Січ 1992 | Australian Open, Австралія (2)                    | Grand Slam  | Тверде        | Мері Джо Фернандес (3)     | 6–2, 6–3                |
| Перемога  | 22–8  | Лют 1992 | Faber Grand Prix, Німеччина                       | Tier II     | Килим (i)     | Мері Джо Фернандес (4)     | 6–0, 6–3                |
| Перемога  | 23–8  | Бер 1992 | Indian Wells Open, США                            | Tier II     | Тверде        | Кончита Мартінес           | 6–3, 6–1                |
| Перемога  | 24–8  | Кві 1992 | Virginia Slims of Houston, США (3)                | Tier II     | Ґрунт         | Зіна Гаррісон              | 6–1, 6–1                |
| Перемога  | 25–8  | Кві 1992 | Spanish Open, Іспанія                             | Tier III    | Ґрунт         | Аранча Санчес Вікаріо (2)  | 3–6, 6–2, 6–3           |
| Поразка   | 25–9  | Тра 1992 | Italian Open, Італія                              | Tier I      | Ґрунт         | Габріела Сабатіні (4)      | 5–7, 4–6                |
| Перемога  | 26–9  | Чер 1992 | French Open, Франція (3)                          | Grand Slam  | Ґрунт         | Штеффі Граф (6)            | 6–2, 3–6, 10–8          |
| Поразка   | 26–10 | Лип 1992 | Вімблдонський турнір, Велика Британія             | Grand Slam  | Трава         | Штеффі Граф (7)            | 2–6, 1–6                |
| Поразка   | 26–11 | Сер 1992 | LA Championships, США                             | Tier II     | Тверде        | Мартіна Навратілова (10)   | 4–6, 2–6                |
| Поразка   | 26–12 | Сер 1992 | Мастерс Канада, Канада                            | Tier I      | Тверде        | Аранча Санчес Вікаріо (3)  | 4–6, 6–3, 4–6           |
| Перемога  | 27–12 | Вер 1992 | US Open, США (2)                                  | Grand Slam  | Тверде        | Аранча Санчес Вікаріо (4)  | 6–3, 6–3                |
| Перемога  | 28–12 | Вер 1992 | Nichirei International Championships, Японія (2)  | Tier II     | Килим (i)     | Габріела Сабатіні (5)      | 6–2, 6–0                |
| Перемога  | 29–12 | Лис 1992 | Silicon Valley Classic, США (2)                   | Tier II     | Килим (i)     | Мартіна Навратілова (11)   | 6–3, 6–4                |
| Перемога  | 30–12 | Лис 1992 | WTA Фінали, США (3)                               | Фінали      | Килим (i)     | Мартіна Навратілова (12)   | 7–5, 6–3, 6–1           |
| Перемога  | 31–12 | Січ 1993 | Australian Open, Австралія (3)                    | Grand Slam  | Тверде        | Штеффі Граф (8)            | 4–6, 6–3, 6–2           |
| Перемога  | 32–12 | Лют 1993 | Ameritech Cup, США                                | Tier II     | Килим (i)     | Мартіна Навратілова (13)   | 3–6, 6–2, 6–1           |
| Поразка   | 32–13 | Лют 1993 | Open GDF Suez, Франція                            | Tier II     | Килим (i)     | Мартіна Навратілова (14)   | 3–6, 6–4, 6–7(3–7)      |
| Перемога  | 33–13 | Сер 1995 | Canadian Open, Канада                             | Tier I      | Тверде        | Аманда Кетцер              | 6–0, 6–1                |
| Поразка   | 33–14 | Вер 1995 | US Open, США                                      | Grand Slam  | Тверде        | Штеффі Граф (9)            | 6–7(6–8), 6–0, 3–6      |
| Перемога  | 34–14 | Січ 1996 | Sydney International, Австралія                   | Tier II     | Тверде        | Ліндсі Девенпорт           | 4–6, 7–6(9–7), 6–3      |
| Перемога  | 35–14 | Січ 1996 | Australian Open, Австралія (4)                    | Grand Slam  | Тверде        | Анке Губер                 | 6–4, 6–1                |
| Перемога  | 36–14 | Чер 1996 | Eastbourne International, Велика Британія         | Tier II     | Трава         | Мері Джо Фернандес (5)     | 6–0, 6–2                |
| Перемога  | 37–14 | Сер 1996 | Canadian Open, Канада (2)                         | Tier I      | Тверде        | Аранча Санчес Вікаріо (5)  | 6–1, 7–6(7–2)           |
| Поразка   | 37–15 | Вер 1996 | US Open, США                                      | Grand Slam  | Тверде        | Штеффі Граф (10)           | 5–7, 4–6                |
| Перемога  | 38–15 | Вер 1996 | Nichirei International Championships, Японія (3)  | Tier II     | Тверде        | Аранча Санчес Вікаріо (6)  | 6–1, 6–4                |
| Поразка   | 38–16 | Лис 1996 | Silicon Valley Classic, США                       | Tier II     | Килим (i)     | Мартіна Хінгіс             | 2–6, 0–6                |
| Поразка   | 38–17 | Бер 1997 | Miami Open, США                                   | Tier I      | Тверде        | Мартіна Хінгіс (2)         | 2–6, 1–6                |
| Поразка   | 38–18 | Кві 1997 | Charleston Open, США                              | Tier I      | Ґрунт (green) | Мартіна Хінгіс (3)         | 6–3, 3–6, 6–7(5–7)      |
| Поразка   | 38–19 | Тра 1997 | WTA Madrid Open, Іспанія                          | Tier III    | Ґрунт         | Яна Новотна (2)            | 5–7, 1–6                |
| Поразка   | 38–20 | Сер 1997 | Southern California Open, США                     | Tier II     | Тверде        | Мартіна Хінгіс (4)         | 6–7(4–7), 4–6           |
| Перемога  | 39–20 | Сер 1997 | LA Championships, США (3)                         | Tier II     | Тверде        | Ліндсі Девенпорт (2)       | 5–7, 7–5, 6–4           |
| Перемога  | 40–20 | Сер 1997 | Canadian Open, Канада (3)                         | Tier I      | Тверде        | Анке Губер (2)             | 6–2, 6–4                |
| Перемога  | 41–20 | Вер 1997 | Toyota Princess Cup, Японія                       | Tier II     | Тверде        | Аранча Санчес Вікаріо (7)  | 6–1, 3–6, 7–6(7–5)      |
| Поразка   | 41–21 | Чер 1998 | French Open, Франція                              | Grand Slam  | Ґрунт         | Аранча Санчес Вікаріо (8)  | 6–7(5–7), 6–0, 2–6      |
| Перемога  | 42–21 | Сер 1998 | Canadian Open, Канада (4)                         | Tier I      | Тверде        | Аранча Санчес Вікаріо (9)  | 6–3, 6–2                |
| Перемога  | 43–21 | Вер 1998 | Toyota Princess Cup, Японія (2)                   | Tier II     | Тверде        | Аранча Санчес Вікаріо (10) | 4–6, 6–3, 6–4           |
| Поразка   | 43–22 | Жов 1998 | Кубок Кремля, Росія                               | Tier I      | Килим (i)     | Марі П'єрс                 | 6–7(2–7), 3–6           |
| Перемога  | 44–22 | Кві 1999 | Amelia Island Championships, США                  | Tier II     | Ґрунт         | Руксандра Драгомір         | 6–2, 6–3                |
| Поразка   | 44–23 | Сер 1999 | Canadian Open, Канада                             | Tier I      | Тверде        | Мартіна Хінгіс (5)         | 4–6, 4–6                |
| Поразка   | 44–24 | Вер 1999 | Toyota Princess Cup, Японія                       | Tier II     | Тверде        | Ліндсі Девенпорт (3)       | 5–7, 6–7(1–7)           |
| Перемога  | 45–24 | Лют 2000 | U.S. National Indoor Championships, США           | Tier III    | Тверде (I)    | Наталі Деші                | 6–1, 7–6(7–3)           |
| Перемога  | 46–24 | Кві 2000 | Amelia Island Championships, США (2)              | Tier II     | Ґрунт         | Кончіта Мартінес (2)       | 6–3, 6–2                |
| Перемога  | 47–24 | Тра 2000 | Italian Open, Італія (2)                          | Tier I      | Ґрунт         | Амелі Моресмо              | 6–2, 7–6(7–4)           |
| Поразка   | 47–25 | Сер 2000 | Southern California Open, США                     | Tier II     | Тверде        | Вінус Вільямс              | 0–6, 7–6(7–3), 3–6      |
| Поразка   | 47–26 | Сер 2000 | Connecticut Open, США                             | Tier II     | Тверде        | Вінус Вільямс (2)          | 2–6, 4–6                |
| Поразка   | 47–27 | Лис 2000 | WTA Фінали, США                                   | Фінали      | Килим (i)     | Мартіна Хінгіс (6)         | 7–6(7–5), 4–6, 4–6      |
| Перемога  | 48–27 | Лют 2001 | U.S. National Indoor Championships, США (2)       | Tier III    | Тверде (I)    | Дженніфер Капріаті (3)     | 6–3, 5–7, 6–2           |
| Поразка   | 48–28 | Сер 2001 | Southern California Open, США                     | Tier II     | Тверде        | Вінус Вільямс (3)          | 2–6, 3–6                |
| Поразка   | 48–29 | Сер 2001 | LA Championships, США                             | Tier II     | Тверде        | Ліндсі Девенпорт (4)       | 3–6, 5–7                |
| Перемога  | 49–29 | Вер 2001 | Brasil Open, Бразилія                             | Tier II     | Тверде        | Єлена Докич                | 6–3, 6–3                |
| Перемога  | 50–29 | Жов 2001 | Japan Open, Японія                                | Tier III    | Тверде        | Тамарін Танасугарн         | 6–3, 6–2                |
| Перемога  | 51–29 | Жов 2001 | China Open, КНР                                   | Tier IV     | Тверде        | Ніколь Пратт               | 6–2, 6–3                |
| Поразка   | 51–30 | Лют 2002 | Toray Pan Pacific Open, Японія                    | Tier I      | Килим (i)     | Мартіна Хінгіс (7)         | 6–7(6–8), 6–4, 3–6      |
| Перемога  | 52–30 | Лют 2002 | Qatar Ladies Open, Катар                          | Tier III    | Тверде        | Тамарін Танасугарн (2)     | 7–6(8–6), 6–3           |
| Перемога  | 53–30 | Тра 2002 | WTA Madrid Open, Іспанія                          | Tier III    | Ґрунт         | Чанда Рубін                | 6–4, 6–2                |
| Поразка   | 53–31 | Лют 2003 | Pan Pacific Open, Японія                          | Tier I      | Килим (i)     | Ліндсі Девенпорт (5)       | 7–6(8–6), 1–6, 2–6      |
| Поразка   | 53–32 | Лют 2003 | Dubai Tennis Championships, ОАЕ                   | Tier II     | Тверде        | Жустін Енен                | 6–4, 6–7(4–7), 5–7      |

### Парний розряд: 9 (6 титулів, 3 поразки)
| Легенда                                     |
| ------------------------------------------- |
| Турніри WTA 1000 (Турніри WTA Tier I) (3–1) |
| Турніри WTA 500 (Турніри WTA Tier II) (3–2) |

| Результат | В-П | Дата     | Турнір                                  | Категорія | Покриття  | Партнер                                                                       | Опоненти                                 | Рахунок            |
| --------- | --- | -------- | --------------------------------------- | --------- | --------- | ----------------------------------------------------------------------------- | ---------------------------------------- | ------------------ |
| Перемога  | 1–0 | Тра 1990 | Мастерс Рим, Італія                     | Tier I    | Ґрунт     | Гелен Келесі                                                                  | Лаура Гарроне Лаура Голарса              | 6–3, 6–4           |
| Перемога  | 2–0 | Бер 1991 | Connecticut Open, США                   | Tier II   | Тверде    | Патті Фендік                                                                  | Джилл Гетерінгтон Кеті Ріналді           | 7–6(7–2), 6–2      |
| Перемога  | 3–0 | Тра 1991 | Italian Open, Італія (2)                | Tier I    | Ґрунт     | Дженніфер Капріаті                                                            | Ніколь Брадтке Елна Рейнах               | 7–5, 6–2           |
| Перемога  | 4–0 | Тра 1992 | Italian Open, Італія (3)                | Tier I    | Ґрунт     | Гелена Сукова                                                                 | Катарина Малеєва Барбара Ріттнер         | 6–1, 6–2           |
| Перемога  | 5–0 | Вер 1997 | Toyota Princess Cup, Японія             | Tier II   | Тверде    | [[Файл:Шаблон:Прапор Empire of Японія\|20x13px\|Empire of Японія]] Суґіяма Ай | Жулі Алар-Декюжі Чанда Рубін             | 6–1, 6–0           |
| Поразка   | 5–1 | Лис 1997 | Ameritech Cup, США                      | Tier II   | Килим (i) | Ліндсі Девенпорт                                                              | Александра Фусаї Наталі Тозья            | 3–6, 2–6           |
| Перемога  | 6–1 | Вер 1998 | Toyota Princess Cup, Японія (2)         | Tier II   | Тверде    | Анна Курникова                                                                | Мері Джо Фернандес Аранча Санчес Вікаріо | 6–4, 6–4           |
| Поразка   | 6–2 | Лис 1998 | Philadelphia Championships, США         | Tier II   | Килим (i) | Наташа Звєрєва                                                                | Олена Лиховцева Суґіяма Ай               | 5–7, 6–4, 2–6      |
| Поразка   | 6–3 | Бер 1999 | Відкритий чемпіонат Маямі з тенісу, США | Tier I    | Тверде    | Мері Джо Фернандес                                                            | Мартіна Хінгіс Яна Новотна               | 6–0, 4–6, 6–7(1–7) |